# Ботошани
Вижте пояснителната страница за други значения на Ботошани.
Ботошани (на румънски: Botoşani) e град и административен център на окръг Ботошани, Молдова, Източна Румъния. Населението му е 106 847 жители. 'Разположен е в югозападната част на окръга, между реките Ситна и Дреслеука.

## История
За първи път градът е споменат в документ от 1439. Разположен е на кръстопът, свързващ основните градове в историческата област Молдова – Сирет, Сучава, Хърлъу и Яш и още от средновековието е важен търговски и занаятчийски център.

## Население
106 847 жители. Освен румънци, тук живеят и руснаци-липовени, евреи, арменци, гърци и цигани. Основната част от населението е източноправославно.

## Култура
- Къща музей „Николае Йорга“ – роден дом на известния румънски историк;
- Музей „Октав Оническу“ – математик и философ;
- Окръжен музей в Ботошани с етнографска, историческа и археологическа секция;
- Художествена галерия „Щефан Лукиян“;
- Държавен театър „Михай Еминеску“;
- Куклен театър „Василаке“;
- Държавна филхармония – Ботошани, разположена в сграда в неокласически стил от 19 век;
- Старият център на Ботошани, със сгради от 17 и 18 век.

## Спорт
Футболният отбор на града се нарича ФК Батошани. Отборът е създаден през 2001 година и се състезава в Дивизия Б на румънското футболно първенство.